# Henri Crombez

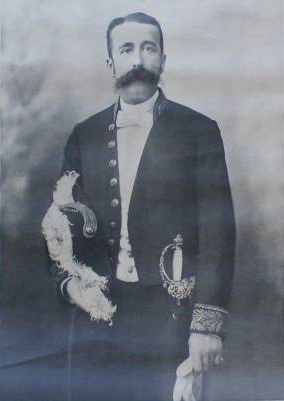

Henri Louis Benjamin Ghislain Crombez (Brussel, 27 april 1856 - Taintignies, 23 januari 1941) was een Belgisch burgemeester, volksvertegenwoordiger, senator en burgemeester.

## Biografie

### Familie
Jhr. Henri Crombez, telg uit de familie Crombez, was een zoon van jhr. François Crombez, schepen van Taintignies, provincieraadslid van Henegouwen en volksvertegenwoordiger, en Elise Verheyden. Hij was een neef van jhr. Louis Crombez, burgemeester van Doornik en volksvertegenwoordiger.
Hij trouwde in 1886 in Londen met Désirée Leclercqz (1862-1927). Ze kregen een zoon en een dochter. Hij hertrouwde in 1896 met Désirée Lullayer (°1862). Ze kregen een dochter.
- Madeleine Crombez (1887-1975), trouwde in 1906 in Oostduinkerke met graaf Charles de Romrée de Vichenet (1884-1957), ambassadeur, zoon van graaf Henri de Romrée de Vichenet, burgemeester van Beuzet en provincieraadslid van Henegouwen. Ze kregen een zoon en twee dochters, met afstammelingen tot heden.
- Henri Crombez (1893-1960), luchtvaartpionier en oorlogspiloot, trouwde in 1924 in Doornik met Marie-Antoinette Ouverleaux (1905-1995). Ze kregen een dochter, met afstammelingen tot heden.
- Andrée Crombez (°1897), trouwde in 1920 in Parijs met Pierre de Bosque (1877-1961).

### Loopbaan
Crombez werd gemeentelijk mandataris in Taintignies. Hij was er gemeenteraadslid (1881-1895 en 1890-1921), schepen (1881-1895 en 1895-1900) en burgemeester (1900-1919).
Hij werd ook liberaal senator (1898-1900) en volksvertegenwoordiger (1900-1905), beide mandaten voor het arrondissement Doornik-Aat.